# Checca
Checca, anche pubblicato come Diverso (Queer) è un romanzo breve di William Burroughs scritto tra il 1951 e il 1953 e pubblicato nel 1985.
Come tutta l'opera dello scrittore, anche Queer è autobiografico. Durante un'intervista, William Burroughs, parlando di questo romanzo ha detto "Guardando Queer a metà, sentivo un blocco, mi sentivo impossibilitato a leggerlo, figuriamoci a scriverlo... Il passato era un fiume velenoso, mi sentivo fortunato ad esserne uscito, quella forza che mi bloccava era ciò che aveva generato il libro stesso, un evento che non viene mai citato, né nominato, ed evitato con cura: l'incidente con la pistola che uccise Joan [la moglie] nel 1951".

## Trama
Ambientato tra Città del Messico e il Sud America, narra un'improbabile storia d'amore tra il protagonista "Lee" e un turista che non lo corrisponde, con il quale avrà una relazione mercenaria in cambio di denaro, raggiungendo punti quasi grotteschi. In parallelo un viaggio verso il Sud America alla ricerca dello yagé, liana da cui si credeva potesse essere estratta una sostanza in grado di controllare le menti altrui.

## Edizioni
- William S. Burroughs, Diverso, trad. Giulio Saponaro, Sugarco, Milano, 1985
- William S. Burroughs, Checca, trad. Katia Bagnoli, Adelphi, Milano, 1998
- William S. Burroughs, Queer, trad. Katia Bagnoli, Adelphi, Milano, 2013